# Орріус
Орріус — село та муніципалітет у комарці Маресме в провінції Барселона та автономній спільноті Каталонія, Іспанія. Муніципалітет розмежований Ла-Рока-дель-Вальес на півночі, Віласар-де-Дальт на південному сході, Аргентоною на півдні та Кабрільсом на південному заході.

## Історія
Вперше згадується як віла де Орреос у документах 974 року. Ця назва, що походить з латини, означає «амбари». Він був частиною земель лордів Бурріака, поки в 1357 році король Арагону Петро IV не поступився юрисдикцією області лордам Рока-дель-Вальєс.

## Основні пам'ятки
Центром села є церква Сант Андреу (Святого Андрія), побудована в 16 столітті в стилі пізньої готики. Він має план латинського хреста та має каплиці, які були додані пізніше. Тут також є невеликий романський скит. Дзвіниця пізнішої споруди, прибудована до церкви у 1826 році. У 1981 році в церкві було знайдено скарб у вигляді монет часів Беренгера Рамона II.

## Економіка
Традиційно основним видом економічної діяльності є сільське господарство. Тим не менш, близькість села до Матаро означає, що з 1970-х років село стало домом для багатьох жителів цього міста. З цієї причини багато жителів працюють за межами села.